# Iris aphylla subsp. hungarica
Iris aphylla subsp. Hungarica (znana tudi kot stepska perunika) je rastlinska podvrsta v rodu Iris, je tudi v podrodu Iris. Je podvrsta Iris aphylla. Je koreničasta trajnica iz Karpatov in Panonske nižine. Najdemo ga v državah Romunija, Madžarska, Slovaška, Ukrajina, Moldavija in Italija. Ima ukrivljene, koničaste, tanke liste, vitko steblo, več velikih cvetov v odtenkih vijolične, temno vijolične ali vijolično modre barve. Je redka rastlina, ki je v različnih državah Evrope zaščitena z okoljsko zakonodajo.

## Opis
Iris aphylla subsp. Hungarica je po obliki zelo podobna Iris aphylla, in je nekoliko krajša od Iris germanica (običajno gojena vrtna perunike), ki pa je zelo tesno sorodna.
Ima kratko, gomoljasto koreniko s premerom 18–22 mm.
Ima bazalne liste (izhajajo iz korenike), ki so ukrivljeni, zašiljeni (šiljasti) in široki 1–3 cm. So nekoliko manjši od Iris aphylla  in krajši od cvetočega stebla. Imajo 5–6 reber in ukrivljene navzven.
Ima vitko steblo, ki lahko zraste do 10–30 cm visoko.
Steblo ima zeleno, (scarious) membranous, lopatice (listi cvetnega popka), ki imajo rdečkast rob.
Stebla imajo 1–5 končnih (vrh stebla) cvetov, ki cvetijo med marcem in majem ali med majem in junijem. Pogosto je lahko drugi čas cvetenja med avgustom in septembrom.
Cvetni popek se pri Iris aphylla subsp. Hungarica pred cvetenjem rahlo nagne v primerjavi z Iris aphylla, pri kateri je steblo ravno.
Veliki cvetovi so v vijoličnih ali temno vijoličnih ali vijolično modrih odtenkih.
Tako kot druge perunike ima tudi 2 para cvetnih listov, 3 velike čašne liste (zunanje cvetne liste) in 3 notranje, manjše cvetne liste. Čaše so jajčaste oblike in podolgovate in široke 2–3 cm. V sredini cvetnega lista so bele brade z oranžnimi vrhovi. Notranji so podolgovati in jajčasti in široki 3 cm.
Ko iris odcveti, tvori kapsulo, ki je trikotna, dolga 4–5 mm in široka 3 mm. Kapsula vsebuje podolgovata jajčasta semena.

### Genetika
Leta 2010 je bila opravljena citotipska študija na Iris aphylla z uporabo analize kariotipa in AFLP podatkov. Ugotovilo je, da je Iris aphylla subsp. Hungarica ločena vrsta od Iris aphylla.
Leta 2014 je bila izvedena študija na listju in koreninicah perunike, odkrila je več sestavin in terpenoidov (organskih spojin), vključno s fenilacetaldehidom, evgenolom in lavrinsko kislino.
Ker je večina irisov diploidnih in ima dva niza kromosomov, je to mogoče uporabiti za identifikacijo hibridov in razvrstitev skupin.  Leta 1983 so jo prešteli dvakrat, 2n=48 (kot Iris aphylla subsp. Hungarica) leta 1983. Murín A. & Májovský J., Kariološka študija slovaške flore IV. – Acta Fac. Rerum Nat. univ. Pridi, bot. 30: 1–16. Tudi 2n=44 (kot Iris hungarica Waldst. & Kit.) leta 1990 Zakharjeva, O. I., Numeri Chromosomatum Magnoliophytorum Florae URSS, Aceraceae—Menyanthaceae. Nauka, Leninopoli.

## Taksonomija
Iris aphylla subsp. Hungarica je sprejeto ime s strani RHS.
Ima splošna imena madžarska brezlistna perunika ali madžarska perunika  ali stepska perunika.
Latinski epitet za podvrsto hungarica se nanaša na Madžarsko, kjer je bila perunika prvič najdena.
Kot Iris hungarica sta jo prvič objavila in opisala Waldstein & Kitaibel v 'Descriptiones et icônes plantarum rariorum Hungáriáé' (Descr. Icon. Pl. Hung.) Vol.3 stran 251 med 1806 in 1812. Leta 1909 je Iris aphylla subsp. Hungarica je objavil Gustav Hegi v 'Ill Fl. Mitteleur' Vol.2 stran 289. Obe sta bili nato razvrščeni kot sinonima za Iris aphylla. Kasneje je bila Iris aphylla subsp. Hungarica ponovno razvrščena kot podvrsta Iris aphylla.
Ministrstvo za kmetijstvo Združenih držav Amerike in Služba za kmetijske raziskave tega od 2. septembra 2015 nista preverila.
Od 4. septembra 2015 ni bila priznana kot podvrsta s seznama rastlin.
Naveden je v Enciklopediji življenja.

## Razširjenost in habitat
Iris aphylla subsp. Hungarica izvira iz jugovzhodne Evrope. 

### Razširjenost
Najdemo ga v Karpatih, v Pontsko-kaspijski stepi in Panonski nižini. Tudi ob vznožju reke Bodrog (v vzhodni Slovaški in severovzhodni Madžarski). Znotraj držav Madžarske (v hribovju Zemplén, blizu vasi Szendrőlád in Nyírség; Ukrajina (znotraj regije Čerkasi, Moldavija, Romunija, (vključno  Transilvanija) in Italiji.
Na Češkem ga ne najdemo.
Navedena je na kontrolnem seznamu vaskularne flore v Italiji z Iris albicans, Iris bicapitata, Iris foetidissima, Iris germanica, Iris marsica, Iris pallida, Iris planifolia, Iris pseudacorus, Iris pseudopumila, Iris relicta, Iris revoluta, Iris Iris sibirica in Iris xiphium. 

### Habitat
Raste na stepskih travnikih in traviščih, (vključno s peščenimi in polsuhimi stepami ), na kamnitih travnikih, (na andezitnih, apnenčastih in bazaltnih kamninah in (v Moldaviji) na robu gozdnih jas.
Najdemo jih na višini do 1500 m.

## Zaščita
Leta 2011 je bila uvrščena na evropski rdeči seznam žilnih rastlin kot podatkovno pomanjkljivo (DD).
Leta 2014 je na Rdečem seznamu žilnih rastlin karpatskega dela Slovaške uvrščena kot ranljiva.
Naveden je v Bernski konvenciji (1982), Direktivi o habitatih 92/43/EGS  in Odloku romunske vlade o izrednih razmerah št. 236/2000, Priloga 3b.
Navedena je v Prilogi II Direktive FFH (flora, favna, habitat), z Adenophora liliifolia, Aldrovanda vesiculosa, Angelica palustris, Cirsium brachycephalum, Iris humilis ssp. Arenaria in Pulsatilla pratensis ssp. Hungarica.
Na seznamu Natura 2000, kjer je za to vrsto določenih 77 območij.
V Romuniji je razvrščena kot ranljiva in je vključena na seznam zaščitenih rastlin. Od leta 2002 do 2007 je bilo v Romuniji 5 potrjenih lokacij. Najdemo jo tudi v narodnem parku Bicaz Gorges Haghimas.
Na Slovaškem je razvrščena kot kritično ogrožena CR in je zaščitena v narodnem parku Slovaški raj, poleg drugih ogroženih vrst, vključno z buxbaumia viridis (vrsta mahu), Cypripedium calceolus (lepi čeveljc), ligularia sibirica, Pulsatilla subslavica, Pulsatilla slavica (slovaški kosmatinec) in Adenophora lilifolia (navadna obročnica). Zaščitena je tudi v narodnem naravnem rezervatu Drevenik pri Žehri, približno 60 vrst je uvrščenih med ogrožene, med drugim (Pulsatilla slavica G. Reuss), alpska nebina (Aster alpinus L.), karpatska zvončica (Campanula carpatica Jacq.), pontska zmajeglavka (Dracocephalum austriacum L.), navadna orlica (Aquilegia vulgaris L.), gozdna vetrnica (Anemone sylvestris L.), pisana preobjeda (Aconitum variegatum L.), turška lilija (Lilium martagon L.), rešeljika (Cerasus mahaleb (L.) Mill.), rumena preobjeda (Aconitum anthora L.), navadni kloček (Staphylea pinnata L.) in planika (Leontopodium alpinum Cass.).
V regiji Čerkasi v Ukrajini je navedena v Rdeči knjigi kot redka in ogrožena vrsta s Stipa capillata L.. Najdemo jo tudi na travnikih Sofijevskega parka.
Na Madžarskem je zaščiten z zakonom.
Ogrožena je zaradi izgube habitata. Od razvoja infrastrukture, gozdarskih praks (vključno s pomlajevanjem gozdov s smreko). Tudi izguba z invazijo prevladujočih vrst, kot sta robinija in vrste pinus.

## Gojenje
Najraje raste na dobro odcednih tleh (lahko prenaša kamnito zemljo) na sončnih razmerah.
Lahko prenaša sušne razmere, če jo posadimo v tla, bogata s humusom.

### Razmnoževanje
Razmnožuje se lahko z delitvijo korenike ali z gojenjem semen. V naravi se seme širi z vetrom.

## Toksičnost
Tako kot mnoge druge perunike je tudi večina delov rastline strupenih (korenika in listi), ki lahko po pomoti povzročijo bolečine v želodcu in bruhanje. Prav tako lahko ravnanje z rastlino povzroči draženje kože ali alergijsko reakcijo.

## V popularni kulturi
7. februarja 1967 je bila na Madžarskem izdana znamka, ki prikazuje Iris hungarica.